# Spiraea alba
Spiraea alba es una especie de arbusto perteneciente a la familia de las rosáceas. Se encuentra en los suelos húmedos de los montes Allegheny y en el este de Norteamérica.

## Descripción
Es un arbusto que alcanza un tamaño de 3 m de altura. Esta especie es a menudo la parte más visible de la vegetación en su hábitat, abarcando grandes extensiones de tierra. Sus hojas son oblongas o lanceoladas, dentados los bordes, y sus ramas son fuertes y de color marrón amarillento. Las flores blancas crecen en racimos de espigas en los extremos de las ramas, florece desde principios de verano hasta septiembre.
Los tallos huecos, verticales fueron utilizados históricamente como tubos de conducción.

## Taxonomía
Spiraea alba fue descrita por Johann Philipp Du Roi y publicado en Die harbkesche wilde Baumzucht: theils Nordamerikanischer und anderer fremder, theils einheimischer Bäume, Sträucher und strauchartigen Pflanzen ... 2: 430–432, en el año 1772.